# Зюзель
Зюзель (нем. Süsel) — община в Германии, районный центр, расположен в земле Шлезвиг-Гольштейн.
Входит в состав района Восточный Гольштейн. Население составляет 5416 человек (на 31 декабря 2010 года). Занимает площадь 75,31 км².